# Месцин
Месцин (пол. Mieścin, нім. Mestin, 1942–45 Mesten) — село в Польщі, у гміні Тчев Тчевського повіту Поморського воєводства.
Населення — 270 осіб (2011).
У 1975-1998 роках село належало до Гданського воєводства.

## Демографія
Демографічна структура станом на 31 березня 2011 року:
|          | Загалом | Допрацездатний вік | Працездатний вік | Постпрацездатний вік |
| -------- | ------- | ------------------ | ---------------- | -------------------- |
| Чоловіки | 143     | 32                 | 98               | 13                   |
| Жінки    | 127     | 31                 | 80               | 16                   |
| Разом    | 270     | 63                 | 178              | 29                   |